# Simchat Torah
Simchat Torah (שמחת תורה) è una festività ebraica che si svolge al termine della festività di Sukkot. In ebraico significa "Gioia della Torah".
Secondo la legge ebraica, i primi due giorni della festa di Sukkot sono giorni di festa piena. I cinque giorni successivi sono giorni normali che mantengono alcuni tratti della festività. Il settimo giorno è chiamato Hoshanah Rabbah e viene celebrato in una maniera particolare con preghiere e liturgia a sé.
Nello stato di Israele Sukkot dura sette giorni includendovi anche Shemini Atzeret. Al di fuori di Israele, nella diaspora, Sukkot dura otto giorni. Mentre in Israele Simchat Torah viene celebrato lo stesso giorno di Shemini Atzeret, in diaspora viene celebrato il nono giorno, come festa a sé stante.

## Origine Biblica
Il nome Simchat Torah non entrò nell'uso per molto tempo.  Nel Talmud (Megillah 31a) è chiamato semplicemente secondo giorno di Shemini Atzeret. Il termine Simchat Torah iniziò ad essere usato dopo l'introduzione del ciclo annuale di lettura della Torah e deriva dal fatto che in questo giorno si completa la lettura della Torah stessa.

## La Liturgia
Nel IX secolo alcune comunità ebraiche europee associarono alla festa la lettura di alcuni brani dei Profeti. Nel XIV secolo venne introdotta la lettura dei primi passi della Genesi immediatamente dopo il termine della lettura del Deuteronomio. Nei paesi dell'europa mediterranea divenne uso estrarre tutti i Sefarim dall'arca santa e cantare inni diversi per ognuno dei rotoli. Nell'europa settentrionale chi terminava la lettura del Deuteronomio, elargiva un'offerta alla Sinagoga e veniva offerta a tutti i presenti una ricca libagione.
Al termine del XV secolo molti rabbini permisero i balli in sinagoga per celebrare la festività.
Durante il XVI secolo l'uso di estrarre i rotoli e sfilare solennemente con essi nella notte del 22 di Tishrì divenne uso comune. La stessa sera, al termine della processione, venivano letti alcuni brani della Torah.
In Polonia c'era l'uso, in occasione della festività, di vendere, ai membri della comunità, il privilegio di eseguire alcune funzioni durante il servizio dello Shabbat e delle festività. Le sinagoghe utilizzavano questo metodo per recuperare fondi per il proprio funzionamento. I finanziatori venivano fatti salire al Sefer e ricevevano una benedizione da parte di tutta la congregazione.
È divenuto uso comune che ogni uomo della comunità legga un brano della Torah. In particolare il passo del Deuteronomio 33;1-29 viene ripetuto finché tutti gli uomini sono saliti al Sefer. Questa pratica è seguita tutt'oggi.
La persona a cui viene concesso, ed offerto, il privilegio di concludere la lettura della Torah con il passo del Deuteronomio 34;1-12 viene indicato con il nome di Hatan Torah (Sposo della Torah). Dopo di lui un'altra persona riprenderà la lettura della Torah dal primo versetto della Genesi. Questa persona verrà chiamata Hatan Bereshit (Sposo della Genesi).
Sebbene la lettura della Torah inizi formalmente in questo giorno, lo shabbat successivo, la lettura della Torah riprenderà dal primo versetto della Genesi, ignorando che questo sia già stato letto.

## Usi italiani
Nelle sinagoghe italiane c'è l'uso di cantare in maniera gioiosa gli inni che accompagnano la sfilata dei Sefarim. Balli e canti si prolungano il più possibile. In alcune sinagoghe, inoltre, c'è l'uso di lanciare, ai bambini che partecipano ai balli, caramelle e dolcetti.

## Le ricorrenze nel calendario gregoriano
Negli ultimi anni Simchat Torah è caduta nel calendario gregoriano nei seguenti giorni:
- 2005 26 ottobre
- 2006 15 ottobre
- 2007 5 ottobre
- 2008 22 ottobre
- 2009 11 ottobre
- 2010 1º ottobre
- 2011 21 ottobre
- 2012 9 ottobre
- 2013 27 settembre
- 2014 17 ottobre
- 2015 6 ottobre
- 2016 23 ottobre
- 2017 13 ottobre

Come per tutte le altre feste ebraiche, l'inizio della festa coincide con il tramonto del giorno precedente.